# Lloyd 300

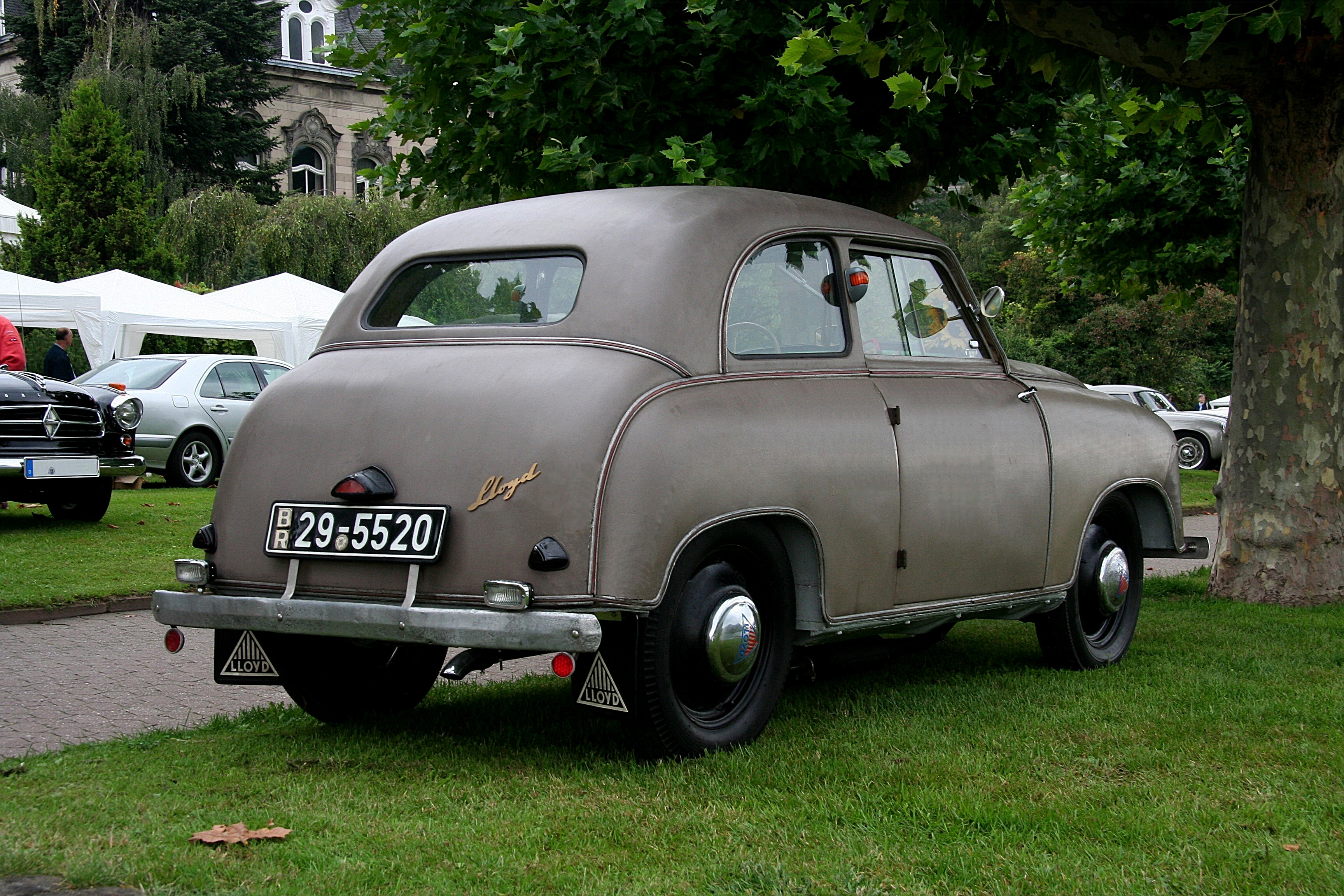
Lloyd LP 300

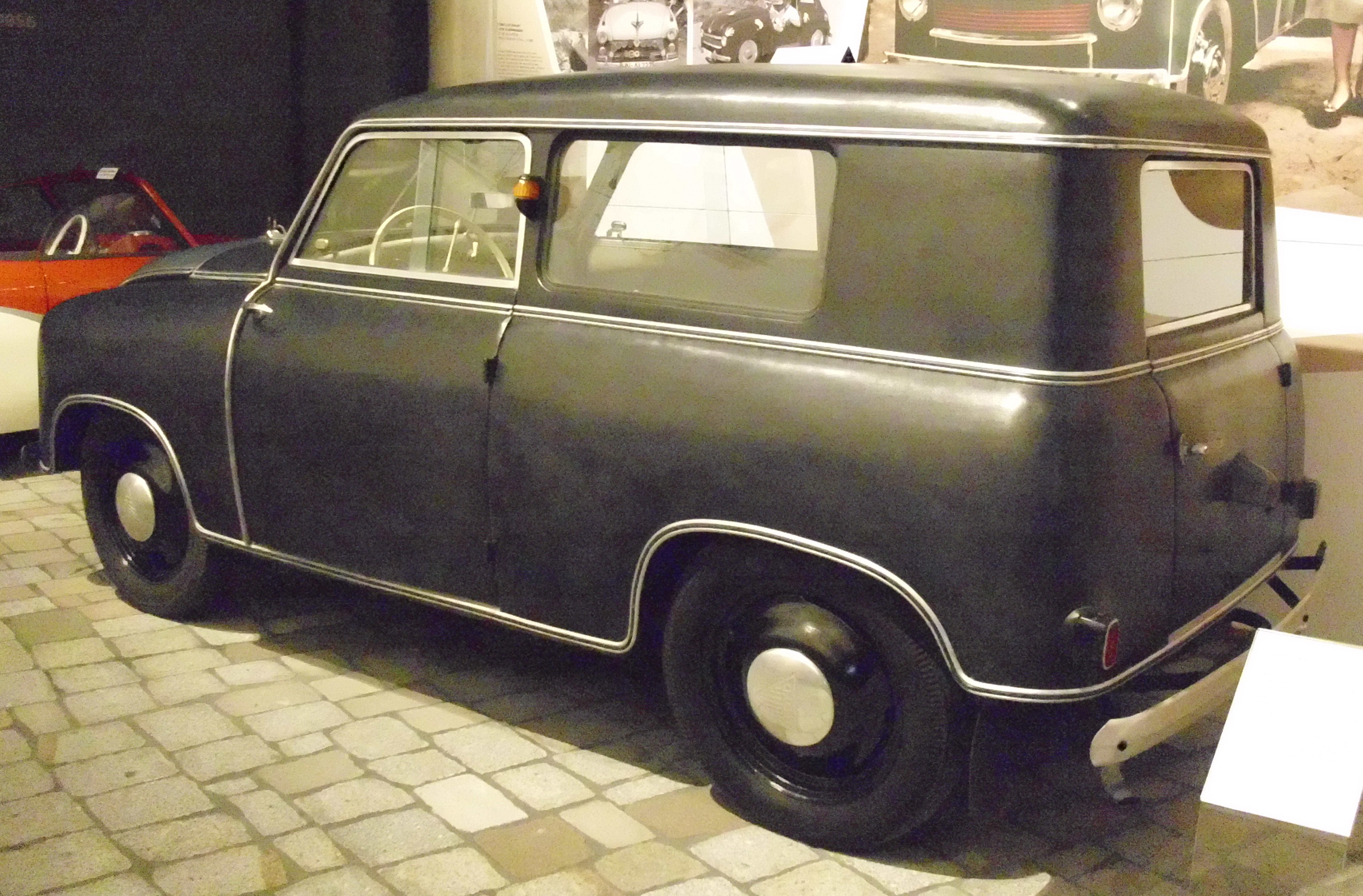
Lloyd LS 300 Kombi

Der Lloyd 300 war ein Kleinwagen, den die zur Borgwardgruppe gehörenden Lloyd Motoren Werke in Bremen von 1950 bis 1952 produzierten. Bis Januar 1951 firmierte der Hersteller als Lloyd Maschinenfabrik. Die 300 in der Modellbezeichnung steht für den (aufgerundeten) Hubraum in cm³.

## Motor und Getriebe
Angetrieben wurde der Lloyd von einem vor der Vorderachse quer eingebauten luftgekühlten Zweitakt-Zweizylinder-Motor (Twin) mit einem Hubraum von 293 cm³, der 10 PS bei 4000/min leistete. Die Kraft wurde über ein nicht synchronisiertes Dreigang-Schieberadgetriebe auf die Vorderräder übertragen. Die Höchstgeschwindigkeit betrug ca. 70 km/h und der Verbrauch lag bei 5,5 l/100 km (Zweitaktgemisch 1 : 25).
Borgward hatte die Motor-Getriebe-Einheit von dem Konstruktionsbüro INKA (Ingenieurs- und Konstruktionsarbeitsgemeinschaft) in Hude (Oldenburg) entwickeln lassen, dessen Ingenieure von der ehemaligen Auto Union AG in Chemnitz kamen. Dadurch war eine Ähnlichkeit des Aggregats mit den Vorkriegskonstruktionen von DKW unverkennbar. Auch die Krückstockschaltung am Armaturenbrett erinnerte an DKW. 

## Rahmen und Karosserie
Die viersitzige Karosserie des Autos war auf einem Zentralrohr mit Querträgern und einer Bodenplatte aus Stahlblech aufgebaut. Sie bestand aus einem mit Sperrholzplatten und gebogenen Blechteilen beplankten Holzgerippe und war mit Kunstleder bespannt. Unebenheiten glich ein Filzbelag unter der Kunstlederhaut aus. Die Ähnlichkeit des Kunstleders mit dem Material eines Heftpflasters führte zu der scherzhaften Bezeichnung Leukoplastbomber.
Hinten angeschlagene Türen ermöglichten einen verhältnismäßig bequemen Ein- und Ausstieg. Schiebefenster, die im Gegensatz zu Kurbelfenstern keinen Mechanismus in den Türen brauchen, kamen der Innenbreite (und dem Preis) des sehr schmalen Wagens zustatten. Die Motorhaube der ersten Ausführung war ungewöhnlich klein und wurde Ende 1951 durch eine breitere ersetzt. Der Kofferraum ließ sich nur von innen beladen.

## Fahrwerk
Der Wagen hatte Einzelradaufhängung an zwei Querblattfedern vorn und einer Pendelachse mit längsliegenden Halbelliptikfedern hinten. Ab Januar 1952 waren zum Aufpreis von 70,00 DM auf Wunsch Stoßdämpfer lieferbar. Die Bremsen wurden über Seilzüge betätigt.

## Produktion
Die Produktion des LP 300 begann im Mai 1950 als Limousine (LP). Ab Frühjahr 1951 wurde auch eine Kombi- (LS), Kasten- (LK) und Coupé-Variante (LC) angeboten. Zu Beginn der Bauzeit kostete die Limousine 3.334,00 DM.
Zwischen 1950 und Anfang 1953 wurden 18.519 Lloyd 300 hergestellt.
| Jahr      | 1950  | 1951  | 1952  | 1953   | 1954   | 1955   | 1956   | 1957  | Summe     |
| --------- | ----- | ----- | ----- | ------ | ------ | ------ | ------ | ----- | --------- |
| Lloyd 300 | 1.562 | 4.807 | 9.917 | 2.233  |        |        |        |       | 18.519    |
| Lloyd 400 |       |       |       | 13.951 | 29.249 | 47.903 | 13.316 | 3.226 | (106.110) |
| Summe     | 1.562 | 4.807 | 9.917 | 16.184 | 29.249 | 47.903 | 13.316 | 3.226 | 124.629   |